# 特里格韋爾島
68°33′S 77°57′E / 68.550°S 77.950°E
特里格韋爾島，是南極洲的島嶼，位於普里茲灣，處於弗拉特島以西和布雷德內斯半島以西1.9公里，根據挪威探險隊拍攝的空中照片繪入地圖，現時由南極條約體系管理。